# A Beautiful Lie (singel)
A Beautiful Lie – czwarty singel amerykańskiej grupy 30 Seconds to Mars z jej drugiego albumu studyjnego o tym samym tytule. Został wydany 17 grudnia 2007 roku. W Wielkiej Brytanii nie był singlem. Do utworu nagrano teledysk.